# Ennis (Texas)
Ennis é uma cidade localizada no estado norte-americano de Texas, no Condado de Ellis.

## Demografia
Segundo o censo norte-americano de 2000, a sua população era de 16.045 habitantes.
Em 2006, foi estimada uma população de 19.086, um aumento de 3041 (19.0%).

## Geografia
De acordo com o United States Census Bureau tem uma área de
47,6 km², dos quais 46,6 km² cobertos por terra e 1,0 km² cobertos por água.

## Localidades na vizinhança
O diagrama seguinte representa as localidades num raio de 16 km ao redor de Ennis.